# يسرائيل زينغر
يسرائيل زينغر (بالعبرية: ישראל זינגר؛ مواليد 18 ديسمبر 1948) هو سياسي إسرائيلي والرئيس الحالي لبلدية رمات غان.

## السيرة
ولد زينغر في عام 1948 في بوخارست في رومانيا. وهاجر إلى إسرائيل مع عائلته في عام 1962. وهو حاصل على درجة الماجستير في الفيزياء النووية منذ عام 1978 من جامعة تل أبيب. وفي عام 1985 تم تعيينه مدير المدرسة الثانوية بليخ حتى عام 2003. هو متزوج ولديه ثلاثة أطفال.

### الحياة السياسية
في انتخابات عام 2003، ترشح زينغر لرئاسة بلدية رمات غان إلا أنه أُنتخب عضوًا في مجلس المدينة. وفي انتخابات 2008، ترشح مرة أخرى لرئاسة بلدية رمات غان إلا أن الحظ لم يحالفه، فأصبح رئيس المعارضة حتى عام 2013. في انتخابات عام 2013، وللمرة الثالثة على التوالي فاز برئاسة بلدية رمات غان منتصرًا على منافسه كرمل شامة، حيث فاز بنسبة 56.15% من الأصوات.
في 15 ديسمبر 2014، أُوقف زينغر (جنبًا إلى موظفين آخرين في البلدية) بشبهة تلقيه رشوة، وحكم عليه الإقامة الجبرية في منزله لمدة سبعة أيام. وإضافة إلى ذلك منع من دخول البلدية لمدة 15 يومًا. في أبريل 2016، قدمت الشرطة لائحة اتهام ضده عن ضلوعه بجرائم احتيال وخيانة الأمانة.